# Герб Татарбунарського району
Герб Татарбунарського району — офіційний символ Татарбунарського району, затверджений 30 червня 2009 р. рішенням сесії районної ради.

## Опис
На лазуровому щиті золотий пояс у вигляді мурованої фортечної стіни. На верхній частині золоте сонце з людським обличчям. Нижня частина вкрита срібними хвилястими вузькими балками. На поясі лазуровий щиток з покладеними навхрест козацькою шаблею і турецьким ятаганом. Щит увінчано золотою територіальною короною. З боків щит обрамлено золотим колоссям, обвитим виноградною лозою з гронами. Під щитом - вишитий рушник з написом "Татарбунарський район".